# 钝叶拎树藤
钝叶拎树藤（学名：Epipremnum obtusum），属于天南星科麒麟叶属，是巴布亚新几内亚热带雨林中特有的一种木质藤本植物。

## 分布
本种分布于新几内亚岛东部——巴布亚新几内亚，为当地特有种。

## 名称
本种学名中的种小名意为“钝”，取自其叶片特征。